# Engelbert Krebs

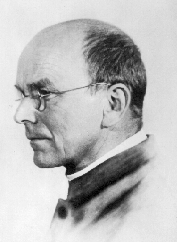
Engelbert Krebs

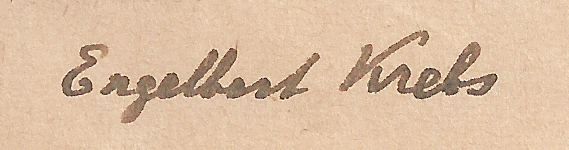
Engelbert Krebs. Signatur 1945

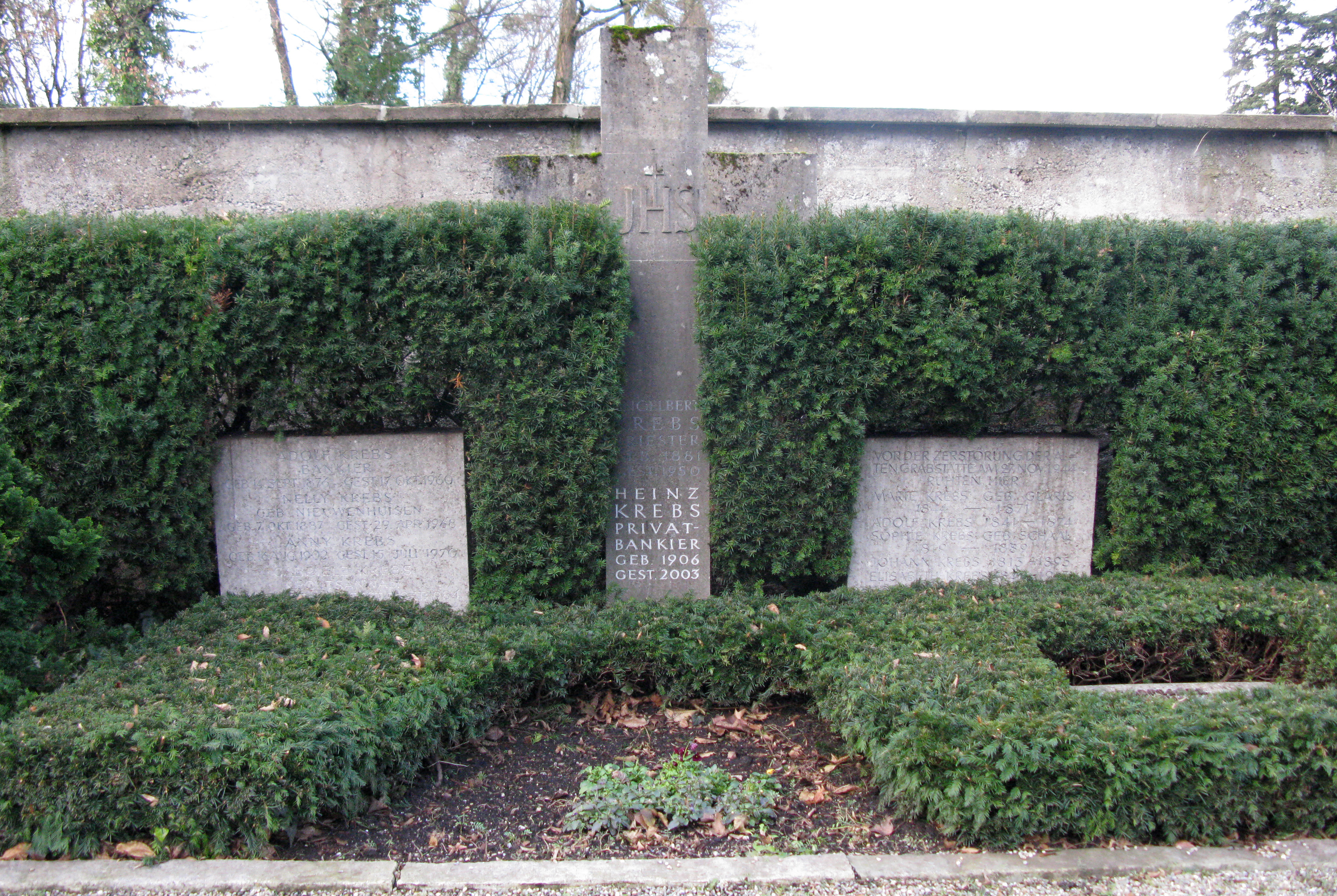
Grab auf dem Freiburger Hauptfriedhof

Engelbert Gustav Hans Krebs (* 4. September 1881 in Freiburg im Breisgau; † 29. November 1950 ebenda) war ein deutscher römisch-katholischer Priester und Theologe sowie Dogmatiker.

## Leben
Engelbert Krebs, aus dem Bankhaus J. A. Krebs in Freiburg stammender Sohn des Bankiers Eugen Krebs, studierte an der Universität Freiburg, der Universität München und der Päpstlichen Universität Gregoriana in Rom katholische Theologie. Während seines Studiums wurde er 1900 Mitglied der KDStV Arminia Freiburg im Breisgau im CV. 1903 wurde er in Philosophie und 1910 in Theologie promoviert. 1906 empfing er die Priesterweihe. Um 1912 war er als Privatdozent am Jesuitenkolleg in Yokohama tätig. 1911 habilitierte er sich für das Fachgebiet „Studium der Scholastik“ und wurde 1915 außerordentlicher, 1919 dann ordentlicher Professor für Dogmatik an der Universität in Freiburg im Breisgau.
1936 wurde gegen Krebs ein Dienststrafverfahren wegen regimekritischer Äußerungen („Es ist ja, als ob wir von Räubern, Mördern und Verbrechern regiert werden“) eingeleitet. 1937 wurde er deswegen in den Ruhestand versetzt. 1943 erhielt er ein Redeverbot. Nach seiner Rehabilitierung 1945 konnte er aus Gesundheitsgründen keine Vorlesungen mehr halten und wurde 1946 emeritiert.
Krebs tat sich vor allem durch Veröffentlichungen zur mittelalterlichen und mystischen Theologie, zur Religions- und Heimatgeschichte, zu Johann Baptist von Hirscher und zu Dante Alighieri hervor. In Auseinandersetzung mit der badischen Schule des Neukantianismus versuchte er, den Lebenswert des katholischen Dogmas und die ethische Relevanz des Glaubens herauszustellen. Krebs war beeinflusst von Adolf Dyroff, Heinrich Finke, Georg von Hertling und Franz Joseph Dölger, war lange Jahre befreundet mit Martin Heidegger und wirkte selbst auf Romano Guardini, dessen Doktorvater er war, und Bernhard Welte.

## Veröffentlichungen (Auswahl)
- Meister Dietrich (Theodoricus Teutonicus de Vriberg). Sein Leben, seine Werke, seine Wissenschaft. Aschendorff, Münster 1906.
- Der Logos als Heiland im ersten Jahrhundert: Ein religions- und dogmengeschichtlicher Beitrag zur Erlösungslehre. 1910.
- Theologie und Wissenschaft nach der Lehre der Hochscholastik: An der Hand der bisher ungedruckten Defensa doctrinae D. Thomae des Hervaeus Natalis mit Beifügung gedruckter und ungedruckter Paralleltexte. 1912.
- Die Stunde unserer Heimsuchung. 1915 (Gedanken über den großen Krieg 1).
- Am Bau der Zukunft. 1915 (Gedanken über den großen Krieg 2).
- Das Geheimnis unserer Stärke. 1916 (Gedanken über den großen Krieg 3).
- Der ruhige Gott. 1917 (Gedanken über den großen Krieg 4).
- Was kein Auge gesehen: Unser Leben im Jenseits, unsere Gottesschau und seliges Wiedersehen mit unseren Lieben nach den Lehrentscheidungen und Gebeten der Kirche. 1917 (13./14. Aufl. 1940).
- Die Behandlung der Kriegsgefangenen in Deutschland: dargestellt auf Grund amtlichen Materials: Arbeitsausschuß zur Verteidigung deutscher und katholischer Interessen im Weltkrieg. 1917.
- Grundfragen der kirchlichen Mystik: dogmatisch erörtert und für das Leben gewertet. 1921.
- Das Kennzeichen seiner Jünger: Ein Büchlein von der christlichen Caritas. 1921.
- Dogma und Leben: Die kirchliche Glaubenslehre als Wertquelle für das Geistesleben. 2 Bände, 1921;1925.
- Die Protestanten und wir: Einigendes und Trennendes. 1922.
- Um die Erde: Eine Pilgerfahrt. 1928.
- Sankt Augustin, der Mensch und Kirchenlehrer. 1930.
- Kirche und Glaube. 1937.
- Die gestaltenden Mächte des Gebets. 1940.